# 亨德森山 (維多利亞地)
77°34′21″S 163°11′27″E / 77.57250°S 163.19083°E
亨德森山是南極洲的山峰，位於維多利亞地，處於福爾克納山東北面1.5公里，海拔高度700米，由新西蘭探險隊繪入地圖，現時由南極條約體系管理。